# Lucciana
Lucciana is een gemeente in het Franse departement Haute-Corse op Corsica. De gemeente telde 6.354 inwoners op 1 januari 2022. De plaats maakt deel uit van het arrondissement Bastia.
Het historisch centrum van de gemeente ligt in het oosten in de bergen. De gemeente heeft zich verder ontwikkeld in de kustvlakte langs de autoweg en aan de kust.
In de gemeente ligt de luchthaven van Bastia.

## Bezienswaardigheden
In de gemeente ligt de voormalige kathedraal Canonica, de kerk Santa-Maria-Assunta (Sainte-Marie de l'Assumption) uit de 12e eeuw. Deze werd gebouwd op de ruïnes van een Romeinse burgerlijke basiliek. In het oude dorpscentrum staat de 17e-eeuwse barokke kerk Saint-Michel. Verder is er het archeologisch museum (Musée archéologique de Mariana - Prince Rainier III de Monaco) rond de Romeinse site van Mariana.

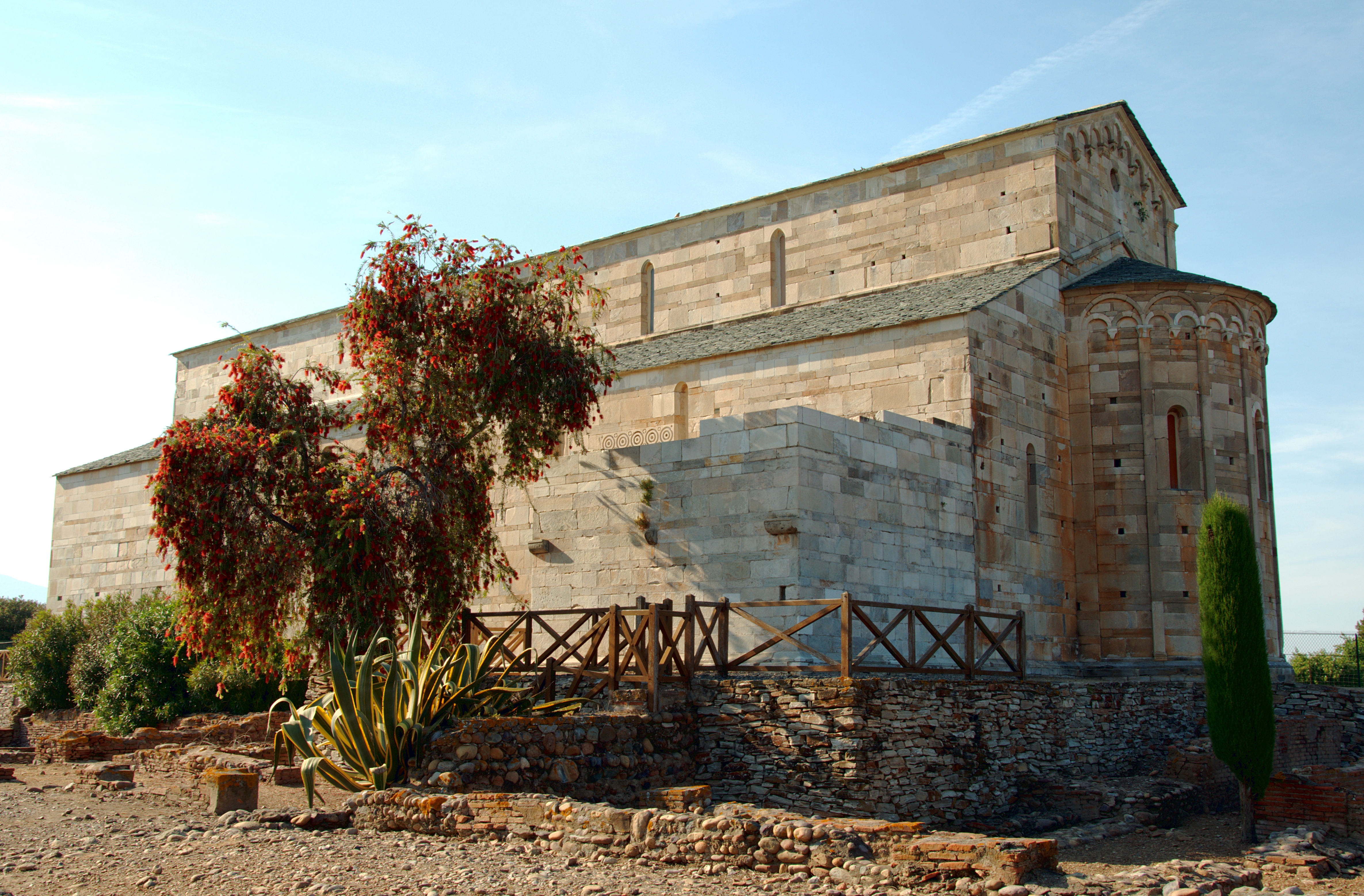
Kathedraal Canonica
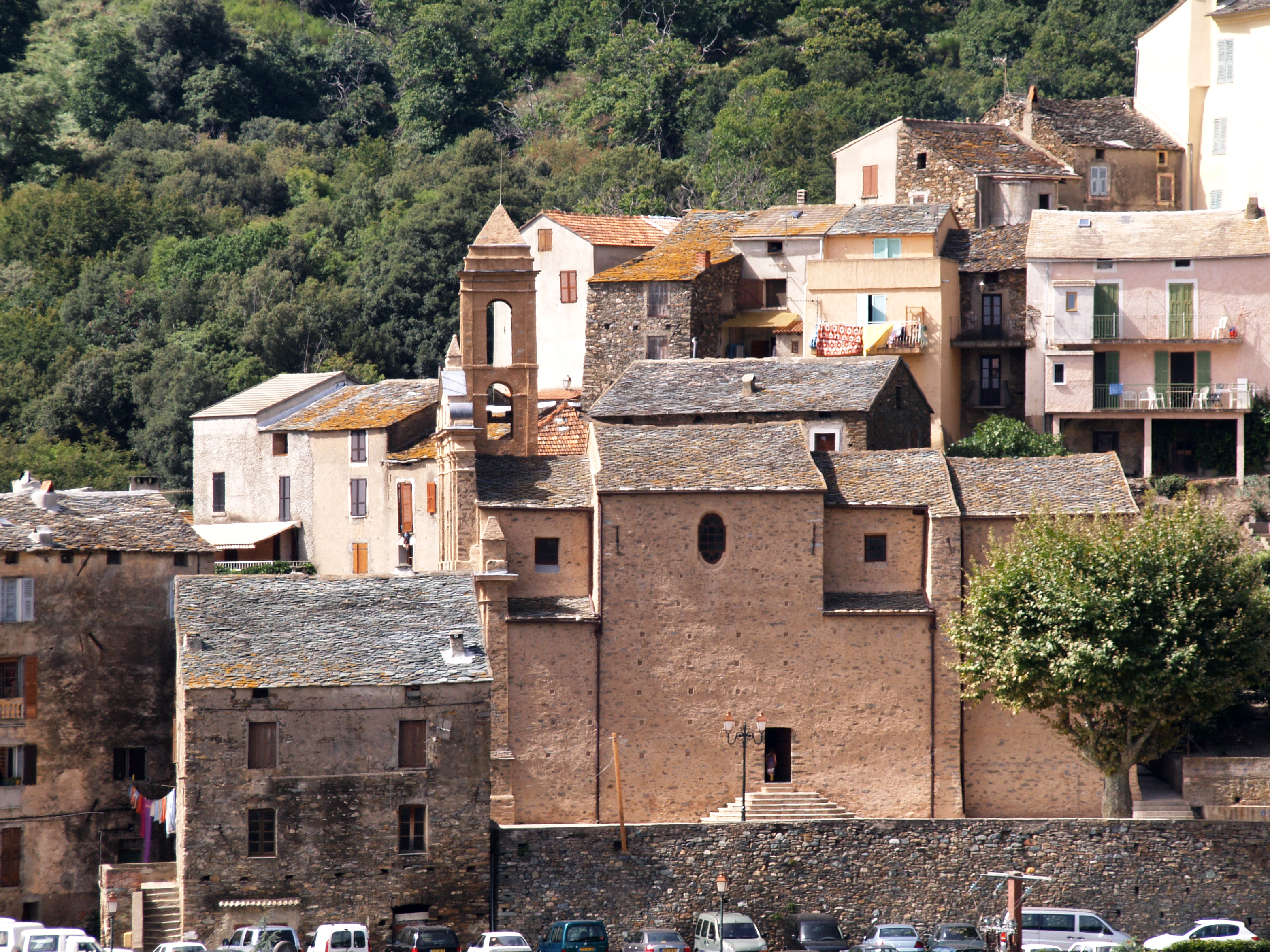
Oud dorpscentrum met de kerk Saint-Michel
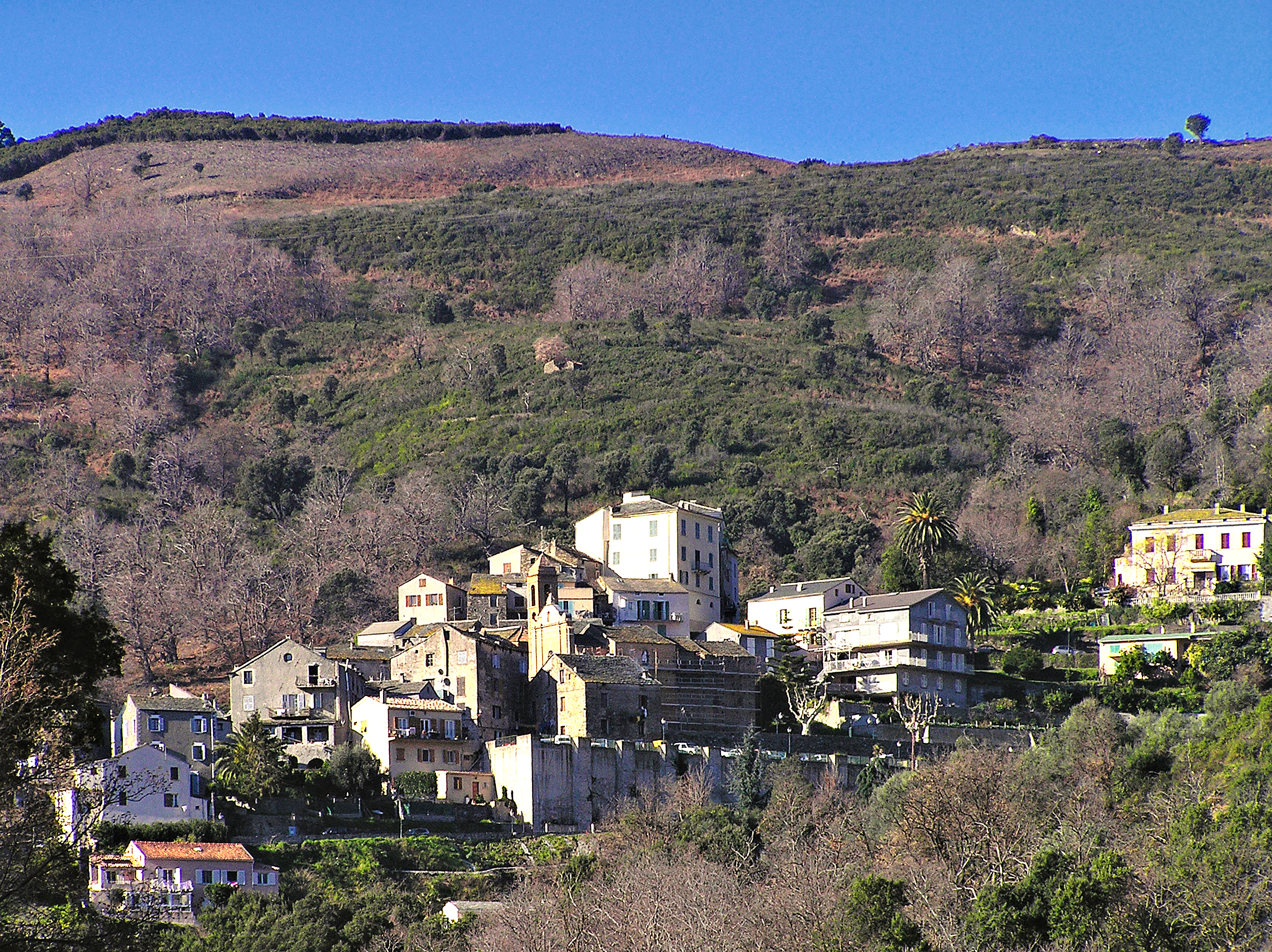
Dorpscentrum
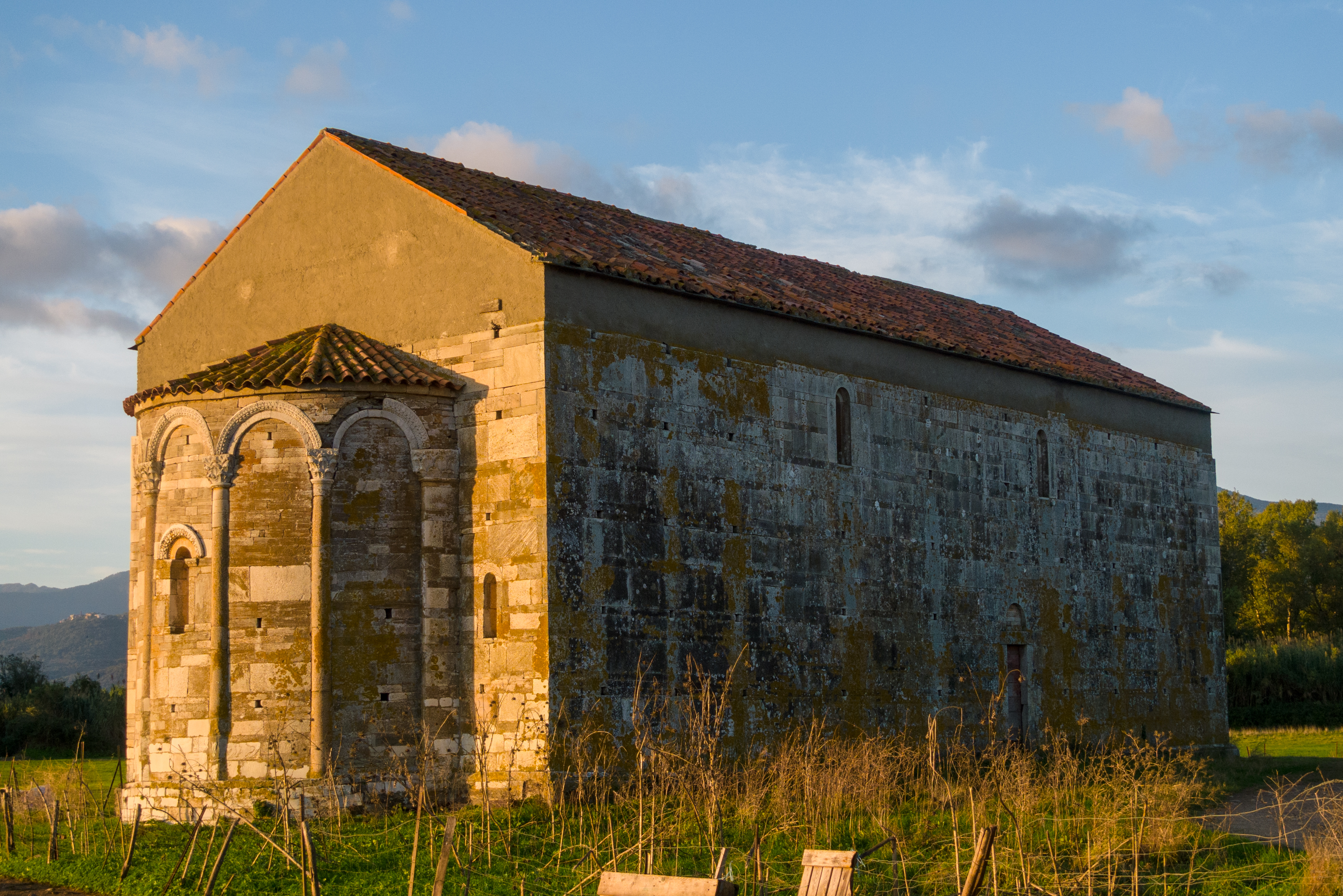
Romaanse kerk San Parteo
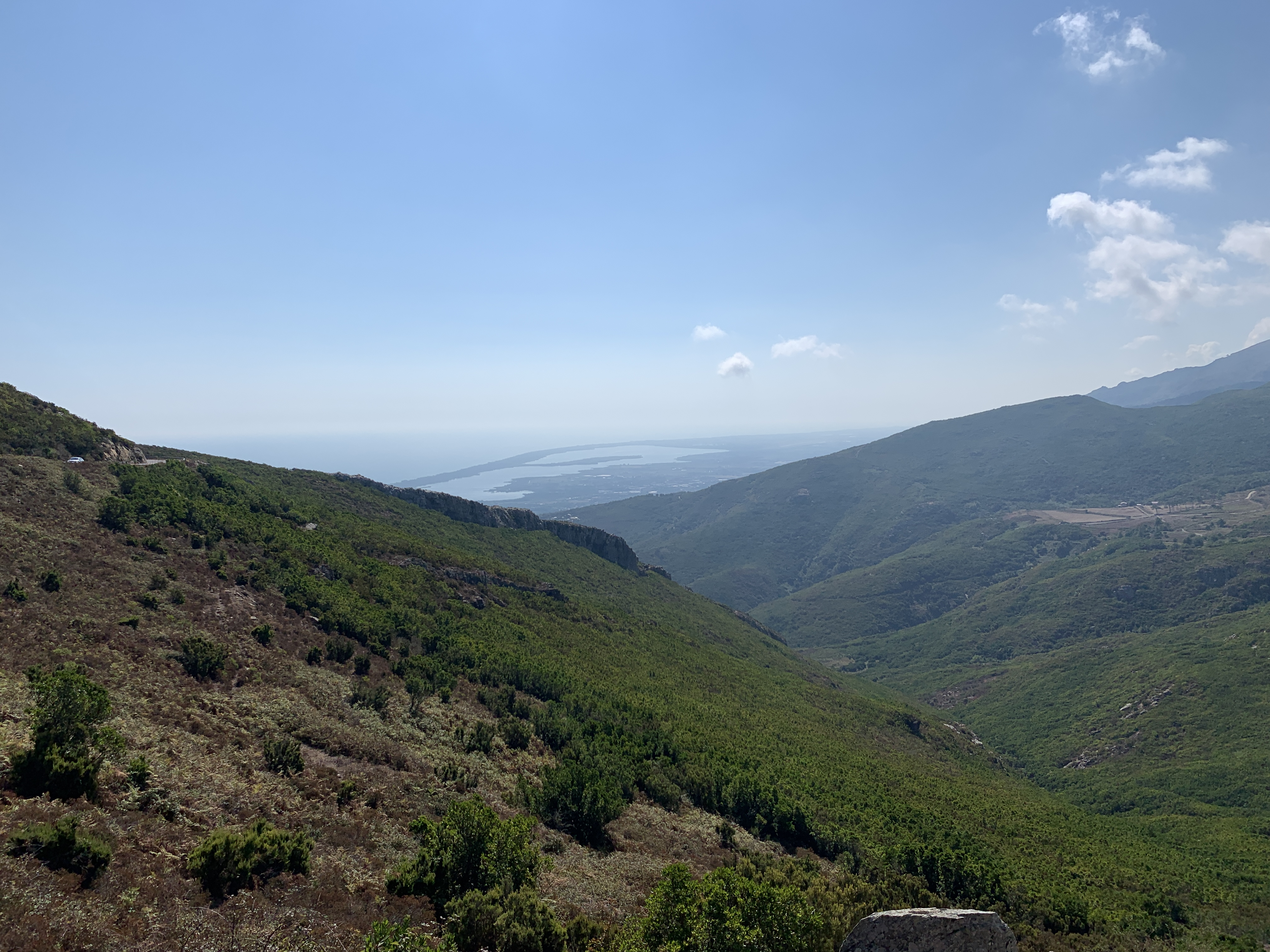
Vergezicht met de Étang de Biguglia

## Geschiedenis
Op het grondgebied van de gemeente lag de Romeinse stad Mariana. In de Romeinse tijd was Mariana het noordelijke eindpunt van de Romeinse weg die langs de oostkust van het eiland leidde naar Palla (Bonifacio) in het zuiden. Mariana werd vernield ten gevolg van de verschillende invasies op Corsica.
Lucciana is ontstaan in de middeleeuwen. Voor de bouw van het dorp werd een gemakkelijk te verdedigen plaats in de heuvels gekozen. Ook de parochiekerk had een defensieve functie. Voor de bouw werden bouwmaterialen van de oude Romeinse stad gebruikt. In de 16e eeuw werd het Sint-Franciscusklooster geopend in Lucciana. De kloosterlingen steunden de revolte van Pasquale Paoli en in 1769 liet de Franse legeraanvoerder Charles Louis de Marbeuf als wraak het klooster afbranden. In de 17e eeuw was er al een openbare school in Lucciana.

## Geografie
De oppervlakte van Lucciana bedroeg op 1 januari 2022 29,16 vierkante kilometer; de bevolkingsdichtheid was toen 217,9 inwoners per km².
Achter de kustlijn ligt het lagunemeer Étang de Biguglia (1450 ha).
De rivier Golo vormt de zuidelijke grens van de gemeente.
De onderstaande kaart toont de ligging van Lucciana met de belangrijkste infrastructuur en aangrenzende gemeenten.

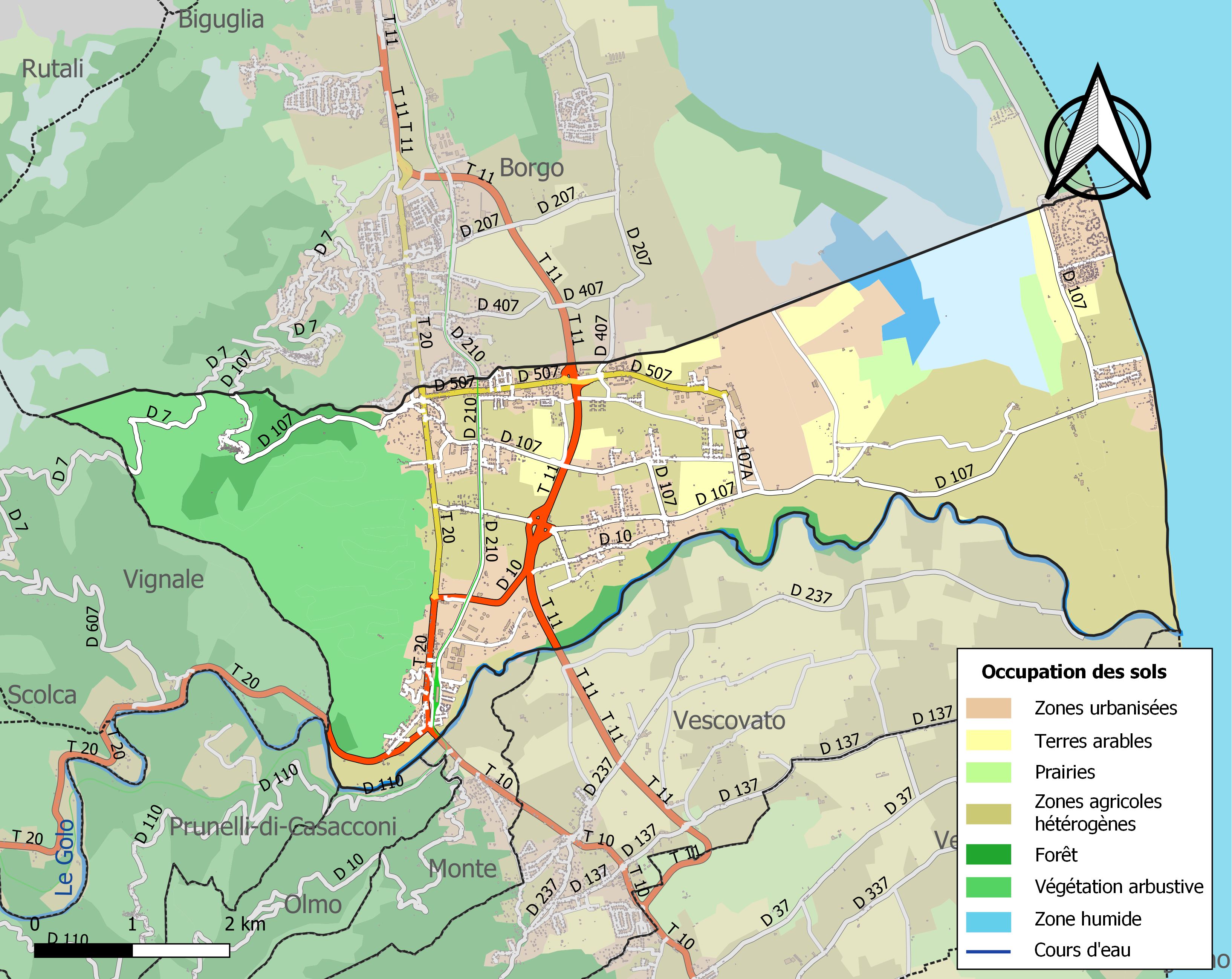

## Demografie
Onderstaande figuur toont het verloop van het inwonertal (bron: INSEE-tellingen).

Vanwege een beveiligingsprobleem met de MediaWiki Graph-software is het momenteel niet mogelijk deze grafiek weer te geven. Zodra de software is bijgewerkt zal de grafiek vanzelf weer zichtbaar worden.

## Sport
In 1921 werd in Casamozzo, een dorp in Lucciana, de Grand Prix automobile de la Corse gehouden.